# Arnout Jan de Beaufort
Jhr. Arnout Jan de Beaufort (Amersfoort, 3 februari 1912 - Markelo, 13 februari 1966) was een Nederlandse burgemeester.

## Biografie

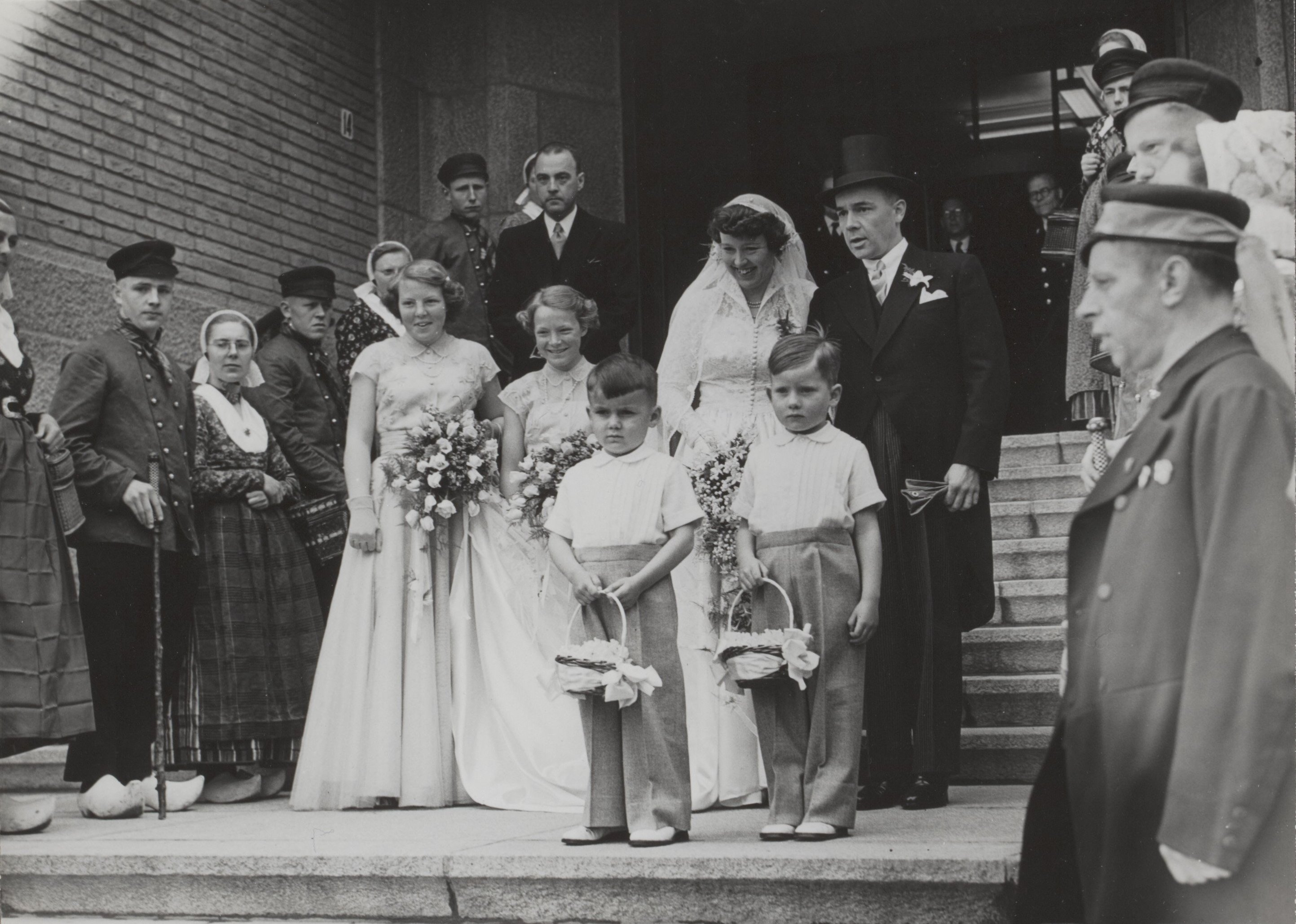
Bruiloft in 1953, met bruidsmeisjes Beatrix en Irene.

De Beaufort was een telg uit het geslacht De Beaufort en een zoon van burgemeester Jan Karel Hendrik de Beaufort, heer van Leusden (1879-1962) en Louise Ernestine de Beaufort (1879-1960). Hij trouwde in 1953 met Corinne Sickinghe (1923-2021), wetenschappelijk hoofdambtenaar aan de Universiteit Utrecht, oud-gouvernante van prinses Beatrix (die samen met haar zus Irene bruidsmeisje was bij het huwelijk De Beaufort-Sickinghe) en peetmoeder van prins Constantijn en telg uit het geslacht Sickinghe. Zij kregen samen vier kinderen, onder wie hoogleraar Inez de Beaufort en Frans de Beaufort, directeur AEGON, vriend van en getuige bij het kerkelijk huwelijk van prins Willem-Alexander (die ceremoniemeester was bij het huwelijk van De Beaufort) en peetvader van prinses Alexia.
De Beaufort deed het gymnasium te Amersfoort en studeerde in 1942 af in de rechten te Utrecht. Hij werkte enige tijd als volontair bij de gemeente waar zijn vader burgemeester was. Hij werd per 16 maart 1948 benoemd tot burgemeester van Markelo, hetgeen hij tot zijn overlijden zou blijven; hij werd op 19 maart 1948 in die functie geïnstalleerd. Tijdens zijn bestuursperiode vonden er enkele opmerkelijke gebeurtenissen plaats. Begin jaren 1950 kreeg Markelo een kleuterschool en een lagere landbouwschool, voor welke laatste de burgemeester de eerste steen legde. In 1951 werd na jaren een beslissing genomen om de annexatieplannen die de gemeente Goor had inzake stukken grond van Markelo, niet door te laten gaan. Ook in 1951 werd Markelo aangesloten op het waterleidingnet. Op 4 mei 1953 werd een monument onthuld gewijd aan 500 Overijsselse gevallenen tijdens de Tweede Wereldoorlog. Het echtpaar De Beaufort-Sickinghe begeleidde in 1953 het koninklijk gezin op vakantie in Zwitserland, samen met kinderverzorgster Ammerentia Adriana Broers (1909-1965). In 1957 bezochten koningin Juliana en haar dochter Beatrix de gemeente. In 1959 kwam er de eerste televisie-antenne van Overijssel.
De Beaufort overleed plotseling nadat hij na een kerkbezoek onwel was geworden; hij werd 54 jaar.